# Schnellen (Kartenspiel)
Schnellen oder auch Schnelln (im Dialekt Schnölln) ist eine Variante des Jass und neben Schnapsen bzw. Bauernschnapsen, Bieten, Perlaggen und Watten ein beliebtes Kartenspiel in Südtirol, Tirol und Vorarlberg.
Ein im Salzburger Raum entstandenes, aber auch im restlichen Österreich bekanntes, sehr ähnliches Spiel ist Mulatschak (auch Weli genannt).

## Regeln

### Spielmaterial
| Eichel | Laab | Herz | Schell |
| ------ | ---- | ---- | ------ |
|        |      |      |        |

Gespielt wird Schnellen mit dem Österreicher Blatt, einer regionalen Abart des Lavantaller Blatts. Zum Spiel gehören 33 Karten, aus jeder Farbe Sieben bis Ass und zusätzlich der Weli, der als zweithöchster Trumpf stets nach dem Trumpf-Ass folgt.

### Kartenverteilung
Der Geber gibt den insgesamt drei bis fünf Spielern der Reihe nach drei Karten, deckt dann eine für sich selbst offen auf und gibt anschließend jedem zwei weitere Karten. Somit hat er selbst sechs, die anderen Mitspieler jeweils fünf Karten. Die offenliegende Karte bestimmt die Trumpffarbe.

### Spielziel und Spielprinzip
Jeder Spieler hat anfangs eine festgelegte Punktzahl (oft 15, 21 oder 25), die er schnellstmöglich runterspielen muss. Dabei zieht jeder Stich einen Punkt ab. Falls ein Spieler keinen einzigen Stich macht, schnellt er fünf Punkte nach oben. Sieger ist derjenige, der zuerst bei null Punkten angelangt ist.
Alle Spieler außer dem Geber haben die Möglichkeit auszusteigen, sofern sie noch mehr als fünf Punkte haben, dann erhalten sie lediglich einen Pluspunkt. Wer aussteigen will, wird im Uhrzeigersinn abgefragt. Ein Mitspieler muss im Spiel bleiben.

### Varianten
Wie für viele traditionelle Kartenspiele gibt es auch für „Schnelln“ unzählige Varianten:
- Die Trumpffarbe kann auch durch Bieten bestimmt werden: der Spieler, der die meisten Stiche bietet, darf die Trumpffarbe bestimmen. Erreicht er jedoch nicht seine gebotene Stichanzahl, schnellt er fünf Punkte nach oben. Geboten wird im Uhrzeigersinn, der Geber bietet zuletzt. Wer bieten will, muss das vorherige Gebot überbieten. Nur der Geber kann das Spiel mit gleicher Stichzahl wie das Höchstgebot an sich reißen. Der Höchstbieter kann auch ohne Trumpf spielen. Man sagt: „Ich spiele hoch.“ Dann ist der Weli die höchste Karte im Spiel. Optional kann neu gegeben werden, wenn niemand mehr als zwei Stiche ansagt. Die Punkte im nächsten Spiel zählen dann doppelt, bei Herz vierfach. Wenn 5 geboten werden, kann optional auch „Hand“ vom Höchstbieter genannt werden. In diesem Fall darf niemand Karten tauschen (siehe weiter unten). Aussteigen ist nach allgemeinen Regeln gegebenenfalls noch möglich.

- Spezielle Konstellationen gelten als Pflichtspiel, ein Aussteigen ist dann nicht mehr möglich. Typischerweise ist dies der Fall, wenn die offene Karte eine Sieben ist oder Eichel angesagt wird. Auch wessen Punktestand fünf oder weniger beträgt, wird genötigt mitzuspielen.

- Ist die Trumpffarbe Herz, zählen alle Punkte doppelt. Jeder Stich zieht zwei Punkte ab. Wer schnellt, schnellt 10 Punkte nach oben.

- Ist der Trumpf bestimmt, ist es möglich, bis zu drei der erhaltenen Karten auszutauschen. Vier Stück auszutauschen ist nicht möglich, es sei denn unter offenem Herzeigen der Trumpfass. Wenn alle fünf Karten ausgetauscht werden, bekommt der Spieler sechs Karten, wovon eine vor Rundenbeginn wegzulegen ist. Der Höchstbieter beginnt mit dem Austauschen, dann geht es im Uhrzeigersinn weiter. Bei fünf Spielern kann es vorkommen, dass dem letzten nur noch eine begrenzte Anzahl von Austauschkarten zur Verfügung steht.

- Oft wird nach der Grundregel Farbzwang vor Stechzwang gespielt. Das bedeutet, dass jeder Mitspieler der ausgeworfenen Karte Farbe zugeben muss. Hat er eine höhere Karte der Farbe zur Verfügung, muss er die höhere werfen. Hat er nur eine niedere zur Verfügung, muss er die niedere werfen. Nur falls er keine Farbe in der Hand hält, kann er mit Trumpf stechen, bzw. muss sogar stechen, wenn er kann.